# 주광덕 형 피살 사건
주광덕 형 피살 사건은 2018년 2월에 당시 남양주시 병 국회의원이던 주광덕의 형이 가족관계등록부에는 친자로 올라와 있으나 법적으로는 혼인 전에 아내가 출산한 아이라 친자가 성립되지 않은, 전처의 아들로 법적으로는 혼인 기간 중 인척 1촌 의붓아들이었다가 이혼으로 인척관계가 단절된 사람에게 피살된 사건이다. 주광덕의 형은 아들이 친자가 아니라는 것을 1998년부터 알고 있었지만, 피살자는 자신이 죽인 사람이 친부가 아니라는 것을 모르고 있었다. 검찰은 친생추정의 대상이 아니므로 법적으로 친자가 아니라며 법적으로 인척 1촌 이었던 (전) 의붓아버지를 죽인 것으로 보고 존속살해죄가 아닌 일반 살인죄를 적용해서 기소했으며, 징역 20년을 구형하였다. 1심 법원은 징역 18년을 선고했고 2심에서 15년으로 감형되었다.